# Raziel (Legacy of Kain)
Raziel est un des personnages principaux de la série de jeux vidéo Legacy of Kain, plus particulièrement Legacy of Kain: Soul Reaver, Legacy of Kain: Soul Reaver 2 et enfin Legacy of Kain : Defiance. Michael Bell prête sa voix en version originale et c'est Bernard Lanneau qui l'incarne dans la version française.
D'abord prêtre chevalier Séraphéen chasseur de vampires au début de l'histoire de Nosgoth, Raziel devient lui-même vampire au service de Kain, ramené à la vie des siècles plus tard par ce dernier pour constituer un empire. Pendant mille ans, lui et des légions vampires soumettent le royaume de Nosgoth et réduisent la plupart des hommes en esclavage. Cependant, Kain condamne Raziel à l'Abysse car celui-ci eu l'audace d'obtenir des ailes par mutation plus tôt que lui. Raziel devient, à la suite de ce tourment effroyable, un être dévoreur d'âmes à l'apparence de démon sous laquelle on le connaît. En effet, sa condition est telle qu'il doit se repaître d'âmes pour ne pas basculer vers le monde spectral, parallèle au monde physique. Il supporte d'abord mal sa condition et se voit comme un monstre. Il est dépeint comme un héros tragique, tourmenté et manipulé par de sombres puissances.

## Biographie

### Avant Soul Reaver
Bien avant les événements décrits dans Soul Reaver, Raziel était un homme, serviteur zélé de la cause séraphéenne dans le passé lointain de Nosgoth (le monde fictif où se déroule l'action) dont la légende le transforme en un véritable saint. Raziel devient dans la mort le premier bras-droit de Kain, ainsi que l'un de ses premiers lieutenants vampire. Aux côtés de son nouveau maître (également vampire) et de ses frères séraphéens (eux aussi lieutenants « subalternes » et suceurs de sang à présent, ressuscités par Kain après que ce dernier a violé leur tombeau), ils bâtissent un puissant empire en conquérant le territoire de Nosgoth, comme l'avait fait jadis ce même Kain (mais qui avait tout perdu). À force d'expériences, ces vampires autrefois séraphéens et persécuteurs de vampires, finissent par évoluer et gagnent de nouveaux pouvoirs légués involontairement par Kain affecté de la corruption du cercle transmise par Nupraptor, les éloignant peu à peu de leur apparence humaine (mais seulement après que Kain les a déjà gagnés).
Mais un jour, Raziel transgresse cette règle et obtient des ailes avant son maître, pour châtiment il fut maudit à jamais. Par acte de sadisme apparent, Kain réduit les ailes en lambeaux et réserve à son lieutenant le sort promis aux traîtres et aux pleutres : il ordonne à ses autres fils vampiriques Turel et Dumah de jeter Raziel dans l'Abysse, appelé aussi le lac des Morts. Pour tous les vampires, tout contact avec une eau stagnante est une véritable torture. Pendant mille années, Raziel souffre atrocement, emporté dans un tourbillon d'eau brûlant ses chairs, perdant toute notion du temps. Mais alors qu'il sombre dans le néant de la mort au terme de son supplice, un ancien dieu lui vient en aide et le sauve de l'abysse en l'entraînant dans le monde qu'il gouverne, le Monde du Dessous. Cette divinité lui demande en échange de trouver Kain et de l'annihiler. Raziel s'est fait ressusciter par cette mystérieuse puissance et n'a qu'un seul désir, la vengeance, accepte.
Raziel prend la mesure de ses nouveaux pouvoirs : il est devenu immortel, car il peut voyager dans le monde matériel (la dimension des créatures vivantes) et le monde spectral (que toutes les créatures mortelles doivent atteindre un jour) pour se régénérer. Plus précisément, si Raziel se fait tuer, il rejoint le monde spectral pour reprendre des forces et, une fois indemne, rejoint à nouveau le monde matériel. Par ailleurs, ce n'est plus de sang ni de conquêtes dont il a besoin, mais d'âmes et de connaissances.

### L'esprit vengeur
Raziel, qui n'est plus qu'une horrible carcasse, part aveuglément se venger de son créateur et de ses traîtres de frères. Mais 1000 ans plus tard, il va découvrir avec grand étonnement un Nosgoth qui a changé du tout au tout : de royaume florissant, les territoires vampires ne sont plus que ruines abandonnées. Il rencontre quatre de ses frères (Melchiah, Zephon, Rahab et Dumah) et les assassine ainsi que leurs progénitures, les uns après les autres, développant de ce fait de nouveaux pouvoirs en dévorant les âmes de ses frères. Mais plus important, c'est la Soul Reaver, une épée qui a la capacité d'absorber les âmes, qui va devenir son arme symbiotique : vaincu dans un duel par Raziel, l'épée de Kain (alors que son possesseur était réputé invulnérable) se fragmente pour laisser entrevoir une arme spectrale. Sans hésitation, le Dévoreur d'âmes s'empare de l'épée qui sera définitivement liée à son nouveau propriétaire.
Au cours de ses aventures dans ce Nosgoth ravagé qu'il n'aurait pu imaginer, Raziel découvre avec horreur son passé humain en accédant à une salle contenant les tombeaux des saints Séraphéens.
Après bon nombre de péripéties, Raziel retrouve enfin Kain dans une salle qui permet de voyager dans le temps (le chrono-plast). Le dévoreur d'âmes lui demande des explications sur son passé maintenant révélé. Un bref combat s'ensuit et Kain continue ses étranges révélations, avant qu'il ne s'échappe par un portail pour un retour dans le passé de Nosgoth de quelques centaines d'années.

### L'être au libre arbitre total
N'ayant d'autre choix que de suivre son ancien maître, Raziel rencontre à son arrivée dans Nosgoth rajeuni de 500 ans Moebius, le Gardien du temps pour la première fois.
À la poursuite de Kain, Raziel va voyager dans le temps et découvrir que sa quête va au-delà de sa simple vengeance : il est en effet le seul être vivant dont le destin n'est pas écrit et à posséder un libre arbitre total. Il découvre également que Kain, Moebius et l'Ancien ont tous cherché à le manipuler pour accomplir leurs desseins. Quand il le confronte à cette réalité, Kain lui annonce également que Raziel doit le tuer avec la Soul Reaver physique, événement censé se produire mais que Raziel parvient à éviter, réécrivant l'Histoire. Pour le punir, Moébius l'envoie dans un futur où Nosgoth a subi les conséquences du choix de Kain, un monde tourmenté et envahi de démons. Il y découvre cependant, grâce à Kain qui l'a suivi, que la seule personne qui pourrait l'aider est Janos Audron, le dernier des vampires originels. Raziel s'ouvre alors un passage vers un portail temporel qui le ramène précisément à l'ère du vampire, quand les Séraphéens le traquaient.
Raziel découvre alors de ses yeux que les Séraphéens ne sont pas les saints qu'il imaginait, mais des exterminateurs de vampires à la solde de Moébius, et réalise que leurs intentions n'étaient pas plus louables que leurs victimes (les vampires étaient des créatures faibles à l'époque). Raziel rencontre enfin Janos Audron considéré comme "le père de la race vampirique", qui semble bien plus noble et sage que ce que les Séraphéens ont dépeint à travers l'histoire. Le vampire veut lui confier la Soul Reaver originelle, capable de boire le sang de ses victimes. Refusant dans un premier temps par crainte de voir sa destinée s'accomplir sans son libre arbitre, Janos lui révèle qu'elle fût forgée pour lui seul. Raziel s'en emparera après le meurtre de Janos proféré par son double humain et ses frères, et s'en servira pour tuer les Séraphéens dans leur forteresse, y compris son propre alter-ego humain. Mais après sa victoire, la Reaver tente de le dévorer, et il comprend que la puissance dévoreuse d'âmes de l'épée n'était autre que lui-même et c'est pourquoi elle s'était brisée lorsque Kain avait voulu le frapper : l'arme ne pouvait s'entre-dévorer alors le paradoxe l'avait disloqué. Il est néanmoins sauvé in extremis par Kain, ce qui modifie le cours de l'histoire : Kain voit son passé réécrit, qui a permis la libération des Hyldens, et demande à Raziel de ne pas ressusciter Janos Audron avant que le Dévoreur d'âmes ne disparaisse vers la sphère spectrale, affaibli physiquement et psychologiquement, mais toujours lié à la Soul Reaver.

### La résignation face à sa destinée
Raziel, résigné, est détenu hors du temps et du monde physique par l'Ancien, qui le force à revenir dans le monde matériel afin qu'il accomplisse sa destinée. Le dévoreur d'âmes finit par céder et rejoindre l'extérieur, mais pour essayer de changer son destin et celui de Nosgoth. L'Ancien lui barre alors la route en le privant de son pouvoir de matérialisation ; Raziel est contraint, pour se manifester dans la sphère physique, de prendre possession d'un corps en décomposition. Il découvre alors que 500 ans ont passé depuis sa confrontation avec Kain, et que le monde est devenu plus dangereux : il a émergé au beau milieu d'un cimetière où les forces de Moébius traquent les vampires.
Raziel tente d'échapper à sa funeste destinée en explorant les tombeaux des Gardiens de l'Équilibre, où il découvre une partie des prophéties le concernant. Il apprend ainsi que Vorador est le forgeur de la Soul Reaver, l'arme censée être la clé du conflit, et décide de lui rendre visite. Sur son conseil, il ressuscite Janos grâce au Cœur des ténèbres, qu'il arrache de la poitrine de Kain, mais son action libère les Hyldens, ennemis des vampires emprisonnés par les Colonnes de Nosgoth. Après avoir été vaincu par Janos possédé par Hash'ak Gik, il se retrouve emprisonné au cœur de la Forge de l'Esprit par l'Ancien. Il comprend alors son vrai rôle et choisit finalement de se sacrifier en accomplissant sa destinée — devenir l'esprit dévoreur d'âmes de la Soul Reaver — pour permettre à Kain de vaincre l'Ancien, véritable plaie de Nosgoth.

## Conception du personnage
Les premiers concepts concernant Raziel devaient être utilisés pour le personnage du Shifter, protagoniste d'un projet non développé de Crystal Dynamics sans lien avec Legacy of Kain mais antérieur à Soul Reaver ; l'apparence et les motivations du Shifter ont été réutilisées pour Raziel. Le nom de Raziel vient de l'archange Raziel de la Kabbale, dont la signification, « Secret[s] de Dieu », semblait approprié aux yeux des développeurs. Les premiers visuels de Raziel ont été inspirés par le personnage de Cesare du film Le Cabinet du docteur Caligari, avant que plusieurs dessins ne s'orientent vers son apparence finale. Le choix de la couleur bleue vient de la tradition hindoue et les ailes brisées symbolisent sa nature d'ange déchu.
Pendant l'écriture du scénario de Soul Reaver, la directrice Amy Hennig a considéré qu'il était important de faire autant ressortir les défauts de Raziel que ses bons côtés, pour contraster avec la personnalité de Kain et insister sur le fait qu'il est un personnage qu'on peut considérer à la fois comme un héros ou un ennemi,. Elle s'est concentrée sur l'évolution de sa personnalité dans Legacy of Kain: Soul Reaver 2, le décrivant comme « une sorte de petit con hypocrite » (« kind of a self-righteous little twit ») qui a beaucoup à apprendre, et a souligné sa conviction que Kain était, à certains égards, un personnage plus intéressant et plus complexe que Raziel, dont la personnalité est plus en deux dimensions dans le jeu original.

## Description physique
Dans son état d'esprit dévoreur d'âmes, Raziel a une apparence squelettique de couleur bleue, avec des ailes en lambeaux. Il arbore des griffes et des pieds tridactyles, et les pupilles brillantes. Il porte en écharpe une cape portant le symbole de son ancien clan vampire, dont la couleur originelle rouge est devenue brune avec le temps et l'usure, afin de dissimuler le bas de son visage (sa mandibule s'est dissoute dans l'eau du tourbillon) ; il ne l'enlève que pour dévorer les âmes, montrant alors ses crocs. Le symbole du clan est basé sur un profil arrière de ses ailes déployées quand elles étaient en bon état.
Il est généralement représenté sous sa forme spirituelle brandissant la Soul Reaver, une antique lame vampirique. La seule caractéristique physique qui n'ait pas changé entre ses apparences humaines, vampire et spirituelle est sa coupe de cheveux ; lorsqu'elle a été interrogée sur la raison pour laquelle Raziel conserve ses cheveux après plusieurs siècles de torture dans les Abysses, Hennig a répondu « qu'il aurait l'air ridicule s'il était chauve », et par rapport à sa capacité de parler sans mâchoire inférieure, elle suggère « des muscles dans la gorge très souples ».
Son incarnation vampire, visible uniquement dans la scène cinématique d'introduction de Soul Reaver, et conçue après que la version plus connue a été finalisée, est semblable à une chauve-souris, et dépeinte avec une épée dans certaines figurines. Quant à la version humaine de Raziel, plus particulièrement comme guerrier Séraphéen (qui apparaît dans Soul Reaver 2), elle a été inspirée par des influences de l'époque romaine.

## Réception critique
Bien reçu par les joueurs et la presse spécialisée, Raziel s'est distingué par sa psychologie, la représentation graphique et le doublage vocal de Michael Bell. Depuis la version portée sur Dreamcast de Soul Reaver, la rédaction d'IGN décrit l'histoire de Raziel comme l'un des plus convaincantes dont elle ait jamais entendu parler, et confirme plus tard avec le jeu Legacy of Kain: Defiance qui décrit les personnages comme « juste sacrément bon pour parler de vampires, des âmes torturées et des dieux ». En 1999 GameSpot inclut Soul Reaver dans une liste des 10 jeux vidéo ayant la meilleure interprétation vocale de tous les temps, déclarant à propos de Bell : « vous n'auriez jamais deviné que la même personne effectue toutes ces voix », et sur la distribution en général « il n'y a pas un seul maillon faible dans le peloton, et ensemble ils créent l'un des meilleurs exemples de travail vocal dans un jeu sur PC ou console. ». Cependant, Douglass Perry, dans son test de Soul Reaver 2 pour IGN, trouve les dialogues de Raziel (et Kain) exagérés, affirmant que « sur-développer les textes les fait sonner comme une joute verbale entre des étudiants anglais sous caféine pendant leur premier semestre à l'université », mais a apprécié l'avancement et le rééquilibrage de la personnalité et de l'agressivité de Raziel, et apprécié son allure, affirmant qu'il « a l'air magnifiquement décrépi [sic]. ».
Raziel a été remarqué par les testeurs de GameSpot dans Defiance, qui écrivent qu'« il est assez rare de trouver un protagoniste vraiment mémorable dans un jeu, encore moins deux », et concluent en estimant que le titre est « un de ces rares jeux dont les personnages et l'histoire font passer les défauts du gameplay au second plan. ». Dans un test de Soul Reaver, Game Critics trouve Raziel et sa quête séduisante, sentant que « Raziel n'est pas un saint » et est « un démon avec une morale et une éthique. ». Dans un autre test de Defiance fait plus tard, le site exprime sa déception sur le jeu en lui-même, mais apprécie son « histoire unique et ses personnages mémorables », en s'interrogeant « Qui pourrait franchement oublier [...] la lueur verte mystérieuse qui émane des yeux morts de Raziel alors qu'il arpente le monde spectral » et affirmant « ces personnages sont sans doute les meilleurs du jeu vidéo. ». L'édition britannique du PlayStation Magazine a bien accueilli l'arrivée de Raziel de Soul Reaver, le visage du personnage fait la couverture du numéro 43 qui présentait le jeu. Son histoire et son visuel dans le jeu ont été salués — selon le magazine, en comparaison avec Tomb Raider III, la fluidité des animations du personnage fait « passer Lara pour une marionnette. ».
Avec Kain, Raziel a été choisi par les lecteurs de IGN parmi les dix héros qui devraient apparaître dans un jeu de la série Soulcalibur. Il a été également introduit dans le Top 10 des meilleurs vampires du jeu vidéo de Diehard GameFAN (comme « Not A Vampire #2 »), classé 9e des dix « Badass Undead » du Electronic Gaming Monthly et fait partie des 64 héros des meilleurs jeux de tous les temps par GameSpot. Le site web Thunderbolt l'a classé neuvième des dix meilleurs anti-héros du jeu vidéo et GamesRadar+ l'a listé parmi les huit « personnages de jeux vidéo pour lesquels on deviendrait gay ». Akiman, ancien concepteur de jeu et artiste pour Capcom, et Tsvetomir Georgiev, artiste concepteur du film le Choc des Titans, ont également créé des fan art du personnage,.
Des figurines et statuettes à l'effigie de Raziel ont été créées par Blue Box Interactive et la National Entertainment Collectibles Association, en partenariat avec Eidos, et son image a été utilisée dans les publicités télévisées et écrites pour les jeux de la série Legacy of Kain. Il apparait aussi dans le comics promotionnel créé par Top Cow pour Soul Reaver et Defiance. Il est possible de télécharger Raziel et Kain pour en faire des personnages jouables dans le jeu Lara Croft and the Guardian of Light de 2010,.